# Erodium masguindali
Erodium masguindali là một loài thực vật có hoa trong họ Mỏ hạc. Loài này được Pau mô tả khoa học đầu tiên năm 1929.